# 星空漫步
星空漫步是Vito Technology为iOS、Android和Amazon从2001年起开发的手机软件。
星空漫步主要是帮助业余天文爱好者、学生和专家定位了夜空中200,000余恒星、行星、星座和卫星。自发行以来，星空漫步已经被下载超过5百万次。